# ニテロイ
ニテロイ（Niterói [niteˈɾɔj, nitɛˈɾɔj]）はブラジル リオ・デ・ジャネイロ州にある都市。

## 概要
リオ・デ・ジャネイロ市のグアナバラ湾を挟んだ対岸にあり、人口は約51万人（2020年）。リオデジャネイロからは、連絡船で15分、リオ・ニテロイ橋を車で渡れば10分である。熱帯海洋性気候で高温多湿であり、夏の最高気温は40度を超える。
建築界の巨匠のオスカー・ニーマイヤー(オスカール・ニエ・マイエルと発音)が設計したニテロイ現代美術館や、セルジオ・メンデスなど、多くのミュージシャンを輩出したことでも世界的に有名である。

## 歴史
ポルトガル人の到来前はインディオの集落であった。ニテロイとはトゥピー・グァラニー語で、「隠れた水」（水とは川、海、湾などを示す）という意味である。インディオの集落は、現在サンロレンソ（São Lorenço）とよばれている当時の湾の奥（埋め立てにより陸地化）に位置していた。16世紀ごろポルトガル人が渡来し、漁港として栄えはじめた。
その後リオデジャネイロはフランスに占領されるが、当時のニテロイのインディオの大酋長アラリボイア（Arariboia）はポルトガルに協力し、集落に隣接する小山に登ってフランス艦隊の動きを逐次見張っていた。やがてポルトガルがリオデジャネイロを奪還すると、アラリボイアの功績が認められた。彼はマルチン・アフォンソ・デ・ソウザ（Martin Afonso de Souza）という名をもらい、ポルトガルの市民権を得てニテロイの執政官となった。といっても、もともとは彼とその一族の土地であったので、原住民の権利が白人に認められた歴史ともいえる。ニテロイの連絡船の港にはアラリボイアの立像があり、歴史にしたがってリオデジャネイロの方角を向いている。
1835年に市制がひかれ、現在のニテロイ市となる。リオデジャネイロがブラジルの首都であったころは、ニテロイはリオデジャネイロ州の州都であった。1970年代から1990年代にかけてはIHIなどの企業駐在員を中心とした日本人が100所帯ほど住んでいたが、IHIは撤退してしまい日本人のほとんどが帰国した。現在ニテロイ在住の日本人および日系ブラジル人は非常に少ない。

## 見どころ
- リオ・ニテロイ橋

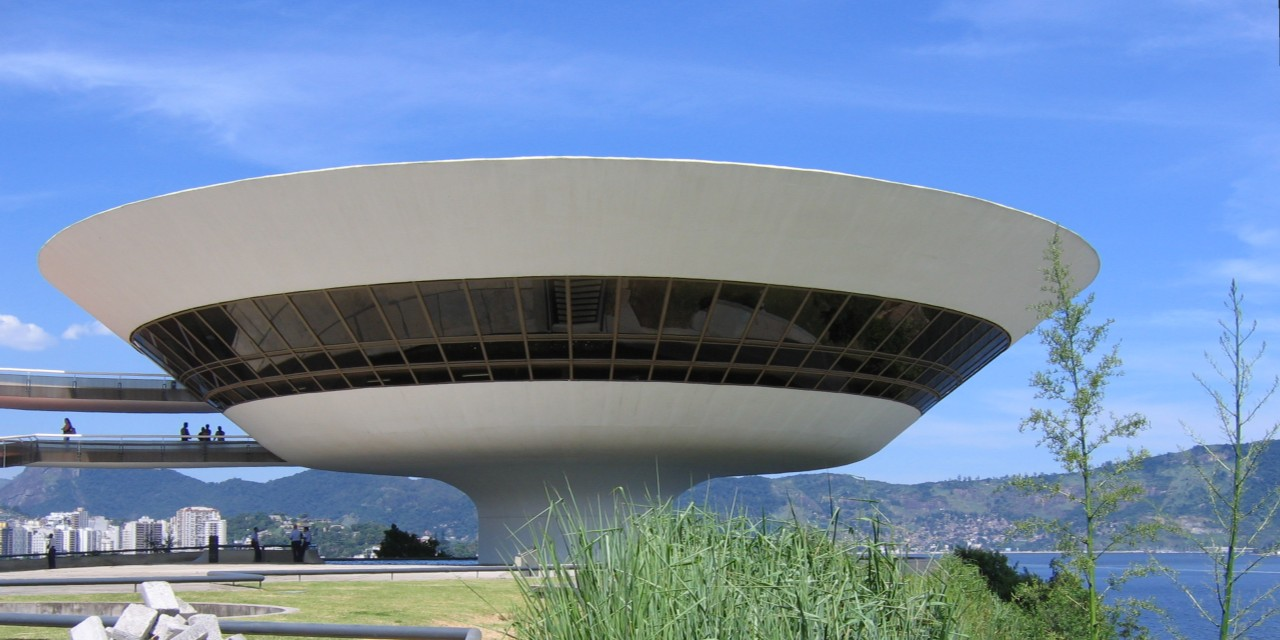
ニテロイ現代美術館

- アラリボイア立像 - ニテロイの創始者アラリボイア（英語版）( - 1587)の像。
- ニテロイ現代美術館
- 魚市場

## 経済
ニテロイ港は現在でも重要な漁港であり、市内にはサンペドロ市場(Mercado São Pedro)とよばれる魚市場がある。ブラジル海軍第一管区の基地の一部がニテロイ市内にあり、ブラジル海軍が保有するトールシップのシズニ・ブランコ（Cisne Branco、白鳥の意）の母港である。海軍基地には、ブラジル全土の海運を管轄する水路部がある(DHN)。ニテロイ港は現在貨物港として機能しておらず、石油資源の調査や掘削のための特殊船舶の基地となっている。2009年にはブラジル最大の天然ガスプラットフォーム(全長170m)メシリャァゥ(Mexilhão)がニテロイ港で建設され、現場に運搬された。造船業を除くと目立った工業はなく、商業住宅地帯である。

## 教育・文化
国立のフルミネンセ連邦大学（Universidade Federal Fluminense）をはじめ、エスタシオ・デ・サー（Universidade Estácio de Sá）、カンジド・メンデス（Universidade Cândido Mendes）、マリア・テレーザ （Universidade Maria Teresa）、プリニオ・レイチ（Universidade Plínio Leite）、ウニヴェルシア(Universia)などの多数の私立大学が存在する。エミトレース（M3）、アヴェウ(Avel)などの高レベルの進学高校も多い。高度な技術の組体操を披露するグループがある。リオデジャネイロ州最高の識字率を誇る教育文化都市である。